# Dorog (stacja kolejowa)
Dorog (węg. Dorog vasútállomás) – stacja kolejowa w Dorog, w komitacie Komárom-Esztergom, na Węgrzech. 
Znajduje się na linii 2 Budapest – Esztergom.
W latach 2012-2015 stacja przeszła gruntową modernizację, polegającą między innymi na zmianie układu torowego stacji, budowie nowych peronów oraz odnowieniu budynku dworcowego.

## Linie kolejowe
- 2 Budapest – Esztergom

## Komunikacja miejska
Stacja jest obsługiwana przez trzy linie autobusowych przewoźnika Volánbusz:
- 800
- 801
- 805